# Faune et flore du Maroc

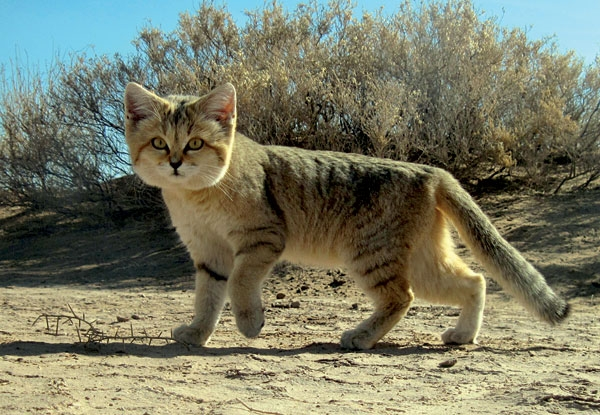
Le Chat des sables vit dans les zones désertiques du Maroc

La faune et la flore du Maroc désigne l'ensemble des espèces animales et végétales présentes au Maroc. Le pays présente un large éventail de terrains et de types de climat et, par conséquent, une grande diversité de plantes et d'animaux. Les zones côtières ont un climat et une végétation méditerranéens, tandis qu'à l'intérieur des terres, les montagnes de l'Atlas sont boisées. Plus au sud, les frontières du désert du Sahara sont de plus en plus arides. Les grands mammifères ne sont pas des animaux libérés la plupart du temps mais on en retrouve au Sahara marocain et dans les aires mais aussi on trouve des animaux aux quatre coins du pays .

## Géographie

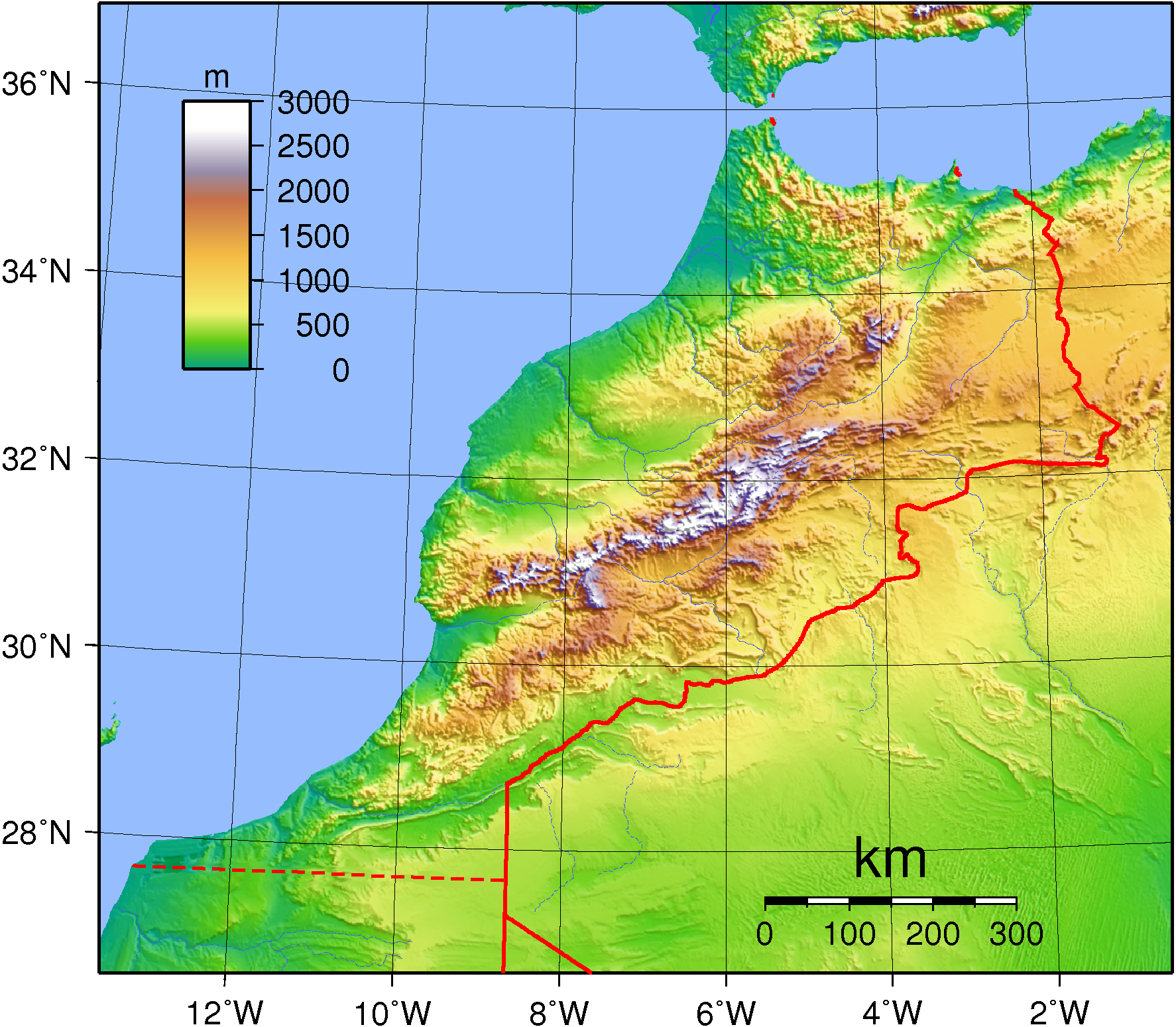
Topographie du Maroc.

Le Maroc est un pays situé au nord-ouest de l'Afrique; ses frontières terrestres comprennent la Mauritanie au sud-ouest et l'Algérie au sud et à l'est. Au nord et à l'ouest, le Maroc possède un long littoral sur l'Océan Atlantique ; au nord se trouve le détroit de Gibraltar et la Mer méditerranée. Il englobe un large éventail de types de terrains; il y a une plaine côtière au nord, et de nombreuses chaines de montagnes qui traversent le pays d'est en ouest, avec les montagnes du Rif dans la moitié nord et les montagnes de l'Atlas plus au sud. Les frontières méridionales se situent là où les contreforts de l'Atlas se confondent avec les limites du désert du Sahara.
La plaine côtière a un climat méditerranéen, mais elle est affectée par le courant froid ascendant des Canaries, proche du rivage, ce qui lui donne des hivers humides et des étés chauds. Les montagnes du Rif s'élèvent à 2 455 m (8 050 ft) et ont des crêtes montagneuses coupées par des gorges et des vallées et recouvertes de forêts de cèdre de l'Atlas, de chêne-liège, de chêne vert et de sapin marocain. Le climat y est méditerranén avec jusqu'à 2 000 mm de précipitations, des étés chauds et des hivers doux. Le Moyen et le Haut Atlas ont un climat plus continental, avec des hivers plus froids et des étés plus chauds. À  des altitudes supérieures à 1 000 mm (3 281 ft), le climat est alpin avec des étés chauds et des hivers très froids. À ces altitudes, les forêts cèdent la place aux prairies alpines, et l'on trouve des sommets plats, des falaises en terrasses, des escarpements et des gorges profondes.

## Flore
À une certaine époque, le Maroc formait un pont terrestre entre l'Afrique et l'Europe et, par conséquent, la flore est très diversifiée. Elle comprend environ 3 900 espèces de plantes réparties en 981 genres et 155 familles. Les familles les plus importantes, constituant ensemble plus de la moitié de la richesse en espèces, sont les Apiaceae, Asteraceae, Brassicaceae, Caryophyllaceae, Fabaceae, Lamiaceae, Liliaceae et Poaceae.
Les genres les plus diversifiés, contenant chacun plus de 40 espèces, sont Silene, avec environ 70 espèces, suivis de Centaurea, Ononis, Teucrium, Euphorbia, Trifolium et Linaria.
Plus de 20 % des plantes vasculaires du pays (environ 607 espèces) sont endémiques au Maroc. Parmi celles-ci, les genres silene et teucrium contiennent chacun plus de 25 espèces endémiques. D'autres genres avec un grand nombre de taxons endémiques sont Ononis, Centaurea, Fumaria, Rhodanthemum, Linaria, Thymus, Astragalus, Bupleurum et Limonium
Les plaines côtières et les basses terres abritent une communauté végétale de type méditerranéen. Ces zones sont fortement cultivées, produisant des cultures de céréales, de légumes et de fruits. Les oliviers y prospèrent et il y a de vastes verges, et par endroits, de grandes plantations d'eucalyptus non indigènes transforment le paysage.
La zone centrale avec les principales chaînes des montagnes de l'Atlas est couverte de forêts de cèdres. Les Prunus amygdalus sont cultivés dans les vallées. Dans la zone des prairies subalpines, on trouve Acantholimon, Astragalus et Onobrychis, de nombreuses espèces endémiques et Vicia canescens en abondance.
La zone sud du pays est constituée des montagnes du petit Atlas et des franges semi-arides et arides du désert du Sahara. Ici, les plantes sont adaptées à l'environnement difficile avec des broussailles et des buissons poussant dans un habitat sablonneux. Les espèces présentes comprennent le Tamarix, le Retama raetam, le Ziziphus et le pistacia atlantica. Les oasis se produisent partout où l'on trouve de l'eau près de la surface.

## Faune

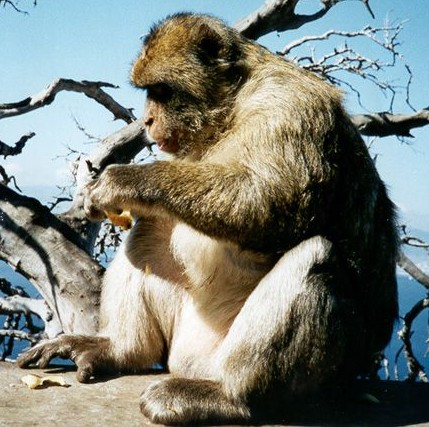
Macaque de Barbarie

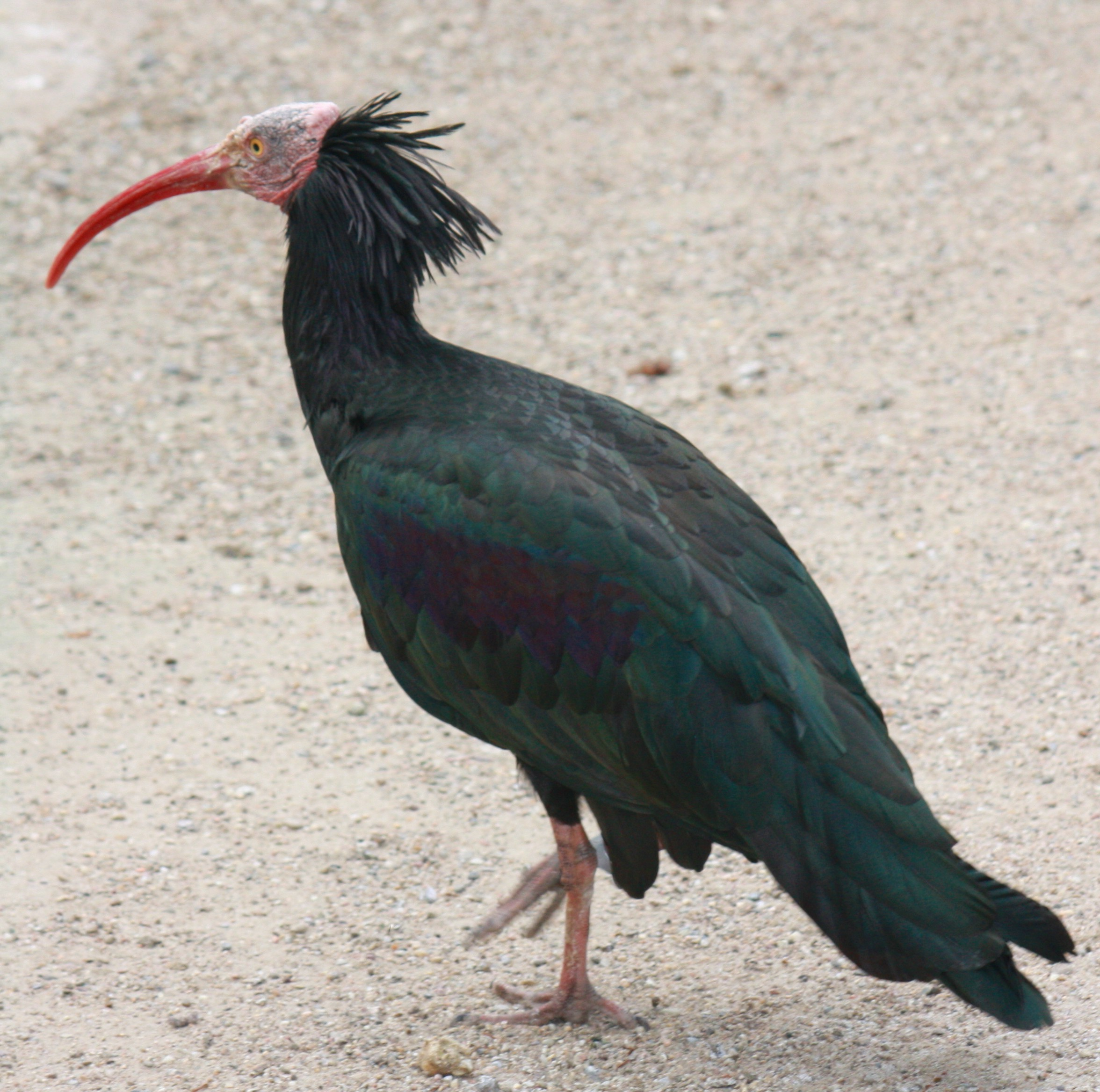
L'ibis chauve, la seule espèce d'oiseau endémique du Maroc.

L'un des mammifères les plus connus du Maroc est le Macaque de Barbarie, le seul singe d'Afrique à se trouver au nord du Sahara. On le trouve dans les forêts et les régions les plus reculées du Rif, du Moyen et du Haut Atlas, ainsi que sur le rocher de Gibraltar à l'extrême sud de l'Europe. Leur nombre est en déclin au Maroc car leur habitat est réduit par l'exploitation forestière, le défrichement pour les cultures et le surpâturage.
D'autres grands mammifères incluent le mouflon à manchettes, les gazelles et le sanglier, mais ils ne sont pas abondants. Le cerf de Barbarie (Cervus elaphus barbarus) a été relâché en 1994 dans le parc national de Tazekka au Maroc et en 2023 dans le parc national d'Ifrane.
Les carnivores incluent le renard de fennec, le chat des sables, la petite belette, le putois rayé du Sahara, la mangouste égyptienne, la hyène rayée et le phoque moine de la Méditerranée. Les petits mammifères comprennent le lièvre du cap, le lapin d'Europe, le porc-épic à crête, l'écureui terrestre, la gerbille, l'oiseau, la gerboise, le rat et la souris. Il existe plus de vingt espèces de chauves-souris et une douzaine d'espèces de baleines et de dauphins. Le Maroc est riche en reptiles, avec plus de quatre-vingt-dix espèces recensées, dont de petits serpents, des geckos des murailles mauresques, des uromastyx et des lézards des murailles ibériques. Les amphibiens comprennent les crapauds berbères et les grenouilles peintes méditerranéennes.
Une route migratoire pour les oiseaux, reliant l'Europe occidentale à l'Afrique du Nord, passe par le détroit de Gibraltar et le Maroc. 409 espèces d'oiseaux ont été enregistrées dans le pays, dont beaucoup sont de passage ou hivernants. Une seule espèce d'oiseau endémique, l'ibis chauve du nord (Geronticus eremita), est présente ici, et il existe environ 12 espèces menacées au niveau mondial ; l'érismature à tête blanche (Oxyura leucocephala), le puffin des baléares (Puffinus mauretanicus), l'ibis chauve, le vautour percnoptère (Neophron percnopterus), le vautour à tête plate (Torgos tracheliotos), le vautour à capuchon (Necrosyrtes monachus), le vautour à dos blanc (Gyps africanus), le Vautour de Rüppell (Gyps rueppelli), le vanneau sociable (Vanellus gregarius), le courlis à bec grêle (Numenius tenuirostris), le grand bécasseau (Calidris tenuirostris) et le faucon sacre (Falco cherrug). D'autres oiseaux dont l'aire de répartition est limitée en Afrique du Sud sont le pic de Levaillant (Picus vaillantii), le rougequeue de Moussier (Phoenicurus moussieri) et la fauvette de Tristram (Sylvia deserticola).